# Villers-les-Ormes
Villers-les-Ormes è un comune francese di 443 abitanti situato nel dipartimento dell'Indre nella regione del Centro-Valle della Loira.

## Società

### Evoluzione demografica
Abitanti censiti